# باستان‌شناسی زیر آب

## باستان‌شناسی دریایی
باستان‌شناسی‌دریایی در اساسی‌ترین شکل خود به مطالعه مواد فرهنگی مربوط به بشر و تعاملاتش با دریاها می‌پردازد. این رشته، مطالعاتی از قبیل:کشتی‌ها و مغروقه‌ها، زیرساخت‌های دریایی، بهره‌برداری دریایی، هویت و چشم‌اندازهای دریایی و انواع دیگر میراث مانند میراث قابل لمس و غیرقابل لمس مرتبط با دریا را در بر می‌گیرد. از جمله رشته‌های منشعب از باستان‌شناسی دریایی می‌توان به «باستان‌شناسی شناورها» که بر روی «شناورها» و تمامی جنبه‌های فنی و اجتماعی آنچه بر روی خشکی، چه در زیر آب یا در موزه متمرکز است هم‌چنین «باستان‌شناسی‌زیرآب» که محوطه‌های باستانی در زیرآب را بدون در نظر گرفتن ارتباطشان با دریا که علاوه بر کشتی‌های مغروق شامل هواپیماهای مغروق، شهرهای مدفون در زیرآب، زیستگاه‌های به زیرآب رفته و … را نیز در بر می‌گیرد

## میراث فرهنگی دریایی
طبق تعریف «کنوانسیون حفاظت از میراث فرهنگی زیر آب» که در سال ۲۰۰۱ در پاریس به تصویب یونسکو رسید به شرح زیر است: میراث فرهنگی زیرآب، تمامی نشانه‌های حضور بشری که دارای ماهیت فرهنگی، تاریخی یا باستان شناختی باشند و نهفته در اعماق آب‌ها است را در بر می‌گیرد. در طی قرون متمادی هزارن کشتی، شهر (به‌طور یکپارچه) و حتی برخی چشم‌اندازها به کام امواج فرو کشیده شده‌اند. چنین محوطه‌هایی میراث گرانبهایی را تشکل می‌دهند که نیاز به حفاظت دارند میراث دریایی گستره‌ای از میراث است که شامل: کشتی‌های مغروق تاریخی، محوطه‌های باستانی پیش از تاریخی و همچنین اسناد بایگانی شده، تاریخی شفاهی، و دریانوردی سنتی و دانش بوم شناختی فرهنگ‌های بومی است این میراث جزئی از میراث جهانی بشری به حساب می‌آیند.

## تاریخچه اکتشافات باستان‌شناسی زیرآب
باستان شناسان در قرن‌های ۱۹ و ۲۰ به بررسی، کشف و مطالعه قایق‌های سلسله‌های میانی مصر، حفاری قسمتی از یک کشتی رومی در شهر بندر مارسی، کشتی‌های تدفینی انگلوساکسن‌ها مربوط به قرن ۱۱در سوتون هو انگلستان، انواع مختلف قایق‌های (شناورهای) مربوط به عصر برنز و سراسر دوره رومی بریتانیا، کشتی‌های وایکینگ در منطقه اسکاندیناوی و قایق‌های تنه درختی از میان تهی در سراسر جهان پرداختند. این مثال‌ها جزء اولین قدم‌ها محسوب نمی‌شوند بلکه قبل از اختراع اسکوبا باستان شناسان غیر حرفه‌ای تلاش‌های در جهت بررسی کشتی‌های مغروق به عمل آوردند. آن‌ها در محدوده تاریخی قرن ۱۵ میلادی با استفاده از تکنیک حبس نفس بر روی دو سایت کشتی مغروق رومی در دریاچه نمی ایتالیا غواصی کردند و پیرو همین قرن برای اولین بار با استفاده از کلاه خودهای غواصی تغذیه از سطح بر روی همان سایت کشتی مغروق غواصی کردند، در قرن‌های ۱۶ و ۱۷ نیز از زنگ غواصی برای بررسی سایت‌های مغروق در ایتالیا، سوئد و دریای کارائیب استفاده شد، در قرن‌های ۱۸و۱۹ نیز کوشش‌هایی توسط غواصان تغذیه از سطح برای کشف و نجات بخشی سایت مغروق قدیمی در انگلستان صورت گرفت (ادیبی & شیرزاده، ۱۳۹۲).
در قرن ۲۰ نیز رویدادهای مهمی برای باستان‌شناسی دریایی رخ داد که از آن جمله می‌توانیم به موارد ذیل اشاره کنیم: ۱۹۰۰ یونان: کشف مجسمه‌هایی از کشتی مغروق رومی که حامل آثار هنری یونانی بوده در نزدیکی جزیره آنتیکیترا ۱۹۰۷ تونس: غواصان تغذیه از سطح با نظارت اداره عتیقه‌شناسی تونس، به بررسی کشتی مغروق رومی در عمق ۴۶ متری پرداختند
۱۹۰۹ مکزیک: در این سال اولین کشف بزرگ مصنوعات زیرآبی در نیمکره غربی کره زمین به وقوع پیوست، ادوارد تامسون (تامپسون) مصنوعاتی مربوط به تمدن مایاها را از چیچن ایتزا کشف کرد
۱۹۲۸ ایتالیا: اولین پروژه مطالعات باستان‌شناسی زیرآب بر روی دو کرجی رومی مغروق در دریاچه نمی‌نزدیک روم صورت گرفت
۱۹۳۰ فرانسه: غواصان با استفاده از وت سوت‌های یک اتمسفری غواص ی گنجینه‌ای مصری را از عمق ۱۳۰ متری بالا کشیدند.
۱۹۴۸ تونس: تیم حفاری ژاک ایو کوستو در بندر مهدیه برای اولین بار موفق شدند با استفاده از سیستم اسکوبا و ایرلیفت یک کشتی مغروق را حفاری کنند. 

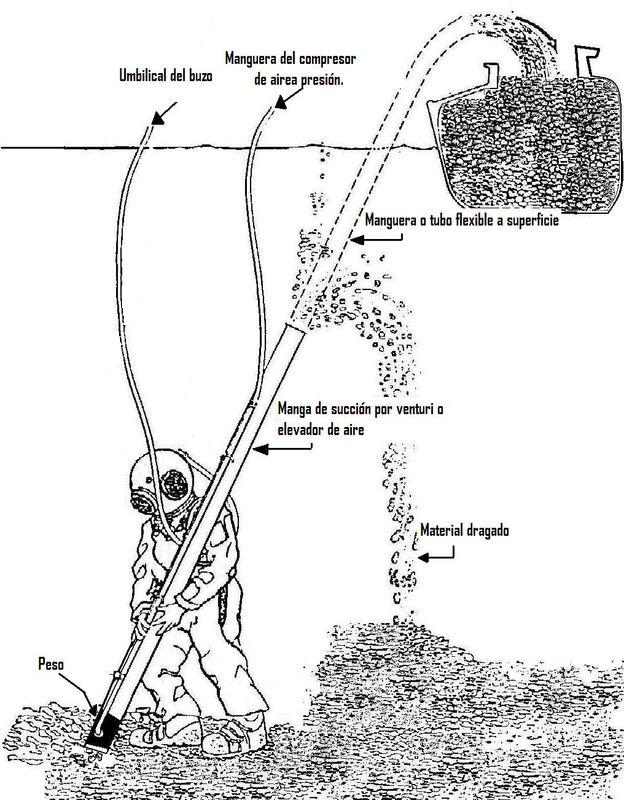
ایرلیفت

۱۹۶۰–۱۹۵۷ سوئد: کشتی جنگی واسا از عمق ۳۴ متری به سطح آورده شد و هنوز یکی از برجسته‌ترین، مشهورترین و موفق‌ترین بازیابی‌های کشتی مغروق در تمام دوران به حساب می‌آید. ۱۹۳۰ فرانسه: غواصان با استفاده از وت سوت‌های یک اتمسفری غواصی گنجینه‌ای مصری را از عمق ۱۳۰ متری بالا کشیدند.
۱۹۶۰ ترکیه: اولین حفاری حرفه‌ای باستان‌شناسی زیرآب در کاپه (دماغه) گالیدونیا] صورت گرفت، این کشتی مغروق مربوط به۱۳۰۰ قبل از میلاد است و در عمق ۲۹ متری قرار داشت در این زمان جورج (جرج) اف. باس (بس) استانداردهای بسیار مناسبی را برای پروژه‌های آتی باستان‌شناسی زیرآب بنا نهاد.
۱۹۶۲: واریان پرتون قبل از سال۱۹۶۲ برای تحقیقات در مورد زیردریایی یو اس اس تِرشِر (کوسه ماهی) دستگاه مگنومتر را پیشنهاد کرده بود و سرانجام در سال ۱۹۶۳ محل این زیر دریایی مشخص شد. (آغاز استفاده از دستگاه مگنومتر در باستان‌شناسی زیرآب).

ساید اسکن سونار

۱۹۶۳: برای اولین بار دستگاه ساید اسکن سونار که توسط هارولد ادگرتون از موسسه‌ام .آی. تی (MIT) توسعه پیدا کرده بود جهت کشف کشتی‌های مغروق مورد استفاده قرار گرفت.
۱۹۶۴ ترکیه: برای اولین بار از سایت یک کشتی مغروق به وسیله یک زیر دریایی علمی نقشه‌برداری شد
۱۹۷۳ ایالات متحده: بقایای کشتی یو. اس. اس. مونیتور در دماغه هاتراس در کارولینای شمالی در عمق ۷۳ متری به وسیله دستگاه‌های دریافت از راه دور کشف شد. این سایت اندکی بعد در سال ۱۹۷۴ به وسیله ربات زیر آبی آلکوا سیآ پروب (کاوشگر دریایی) نقشه‌برداری شد و عکس‌هایی از تمام زوایای سایت منتشر شد.
۱۹۷۷ ایالات متحده: غواصان شعبه بندری مؤسسه اقیانوس‌شناسی و دانشمندان ادارهٔ ملی اقیانوسی و جوی (ان.اُ.ای.ای) مصنوعاتی را از مونیتور بازیابی کردند.

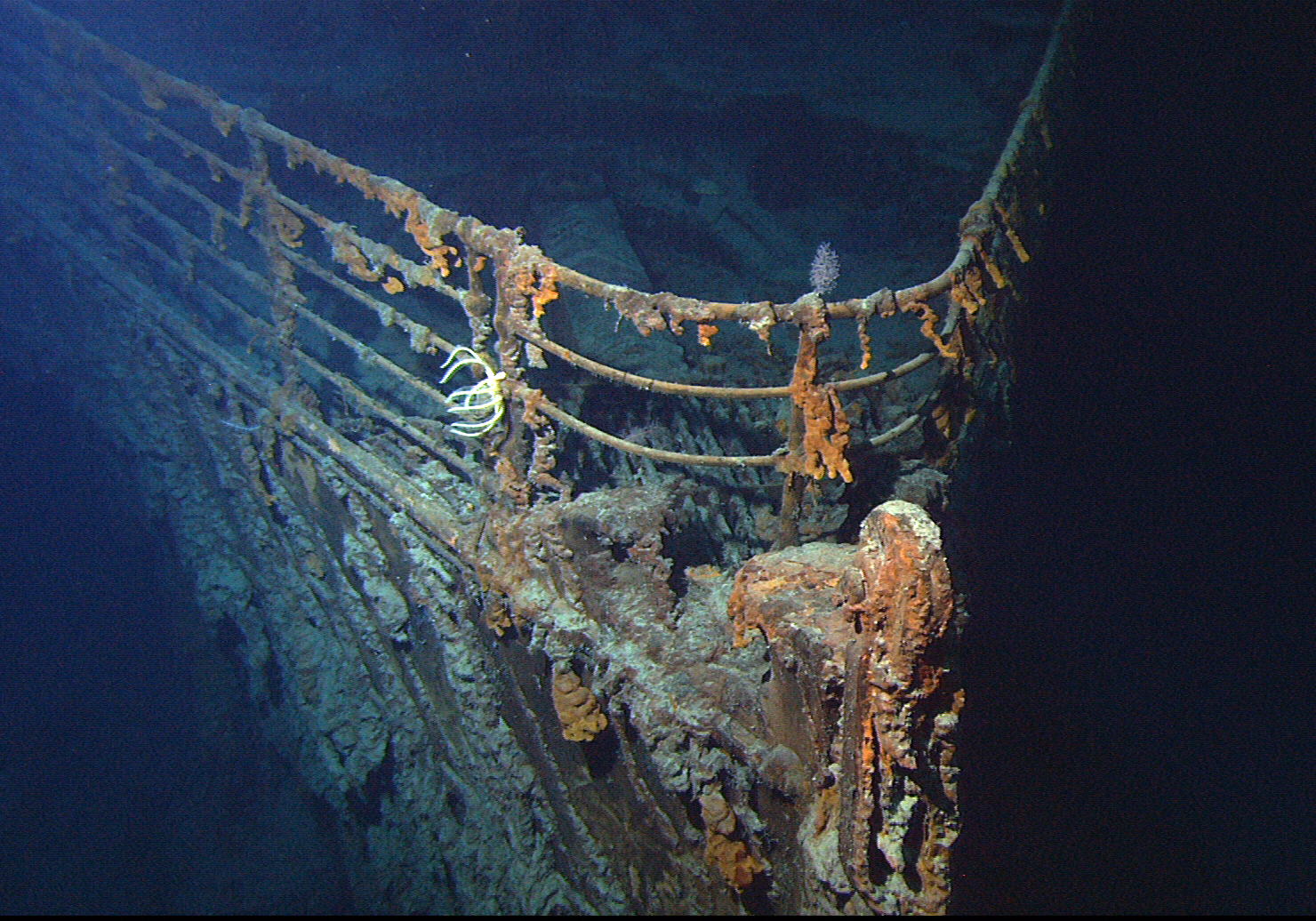
نمایی از دماغه (bow) کشتی مغروق تایتانیک-که در سال ۲۰۰۴ به وسیله یک ربات زیر آبی (ROV) عکسیرداری شده

1985: ار.ام.اس تایتانیک کشف و در عمق ۳۸۱۰ متری از آن عکسبرداری شد.
۱۹۸۹ اقیانوس اطلس شمالی: کشتی جنگی آلمانی بیسمارک در اعماق آب‌ها کشف شد (این کشتی توسط رابرات بلارد)
۱۹۹۱ ایالات متحده: ربات زیرآبی ۶ تنی نمو گنجینه‌ای را از کشتی مغروق سنترال آمریکا از عمق ۲۴۳۹ متری بالا کشید.
۲۰۰۰ ترکیه: در سواحل آب شیرین دریای سیاه نشانه‌هایی از سکونتگاه‌های انسانی در عمق ۵۰۰ فوتی به دست آمد
۲۰۰۰ دانمارک: اولین بررسی باستان‌شناسی توسط یک وسیله زیرآبی خودکار به نام مریدان ۱۵۰ صورت گرفت، و از دو کشتی مغروق و یک سایت مغروق نقشه‌برداری شد [ (BROADWATER, 2002)و (ادیبی & شیرزاده، ۱۳۹۲)].
لازم است ذکر شود در تاریخچه مختصری که ذکر شد تنها به رویدادهای مهم باستان‌شناسی دریایی بین قرن‌های ۱۵ تا ۲۰ اشاره شد و به تحولات سریع و گسترده‌ای که در طول ۱۴ سال اخیر در باستان‌شناسی دریایی به وقوع پیوسته هیچگونه اشاره‌ای نشد، امید است این برهه زمانی در آینده به زبان فارسی مورد بررسی قرار گیرد.

## باستان‌شناسی زیرآب در بخش مدیترانه‌ای ترکیه

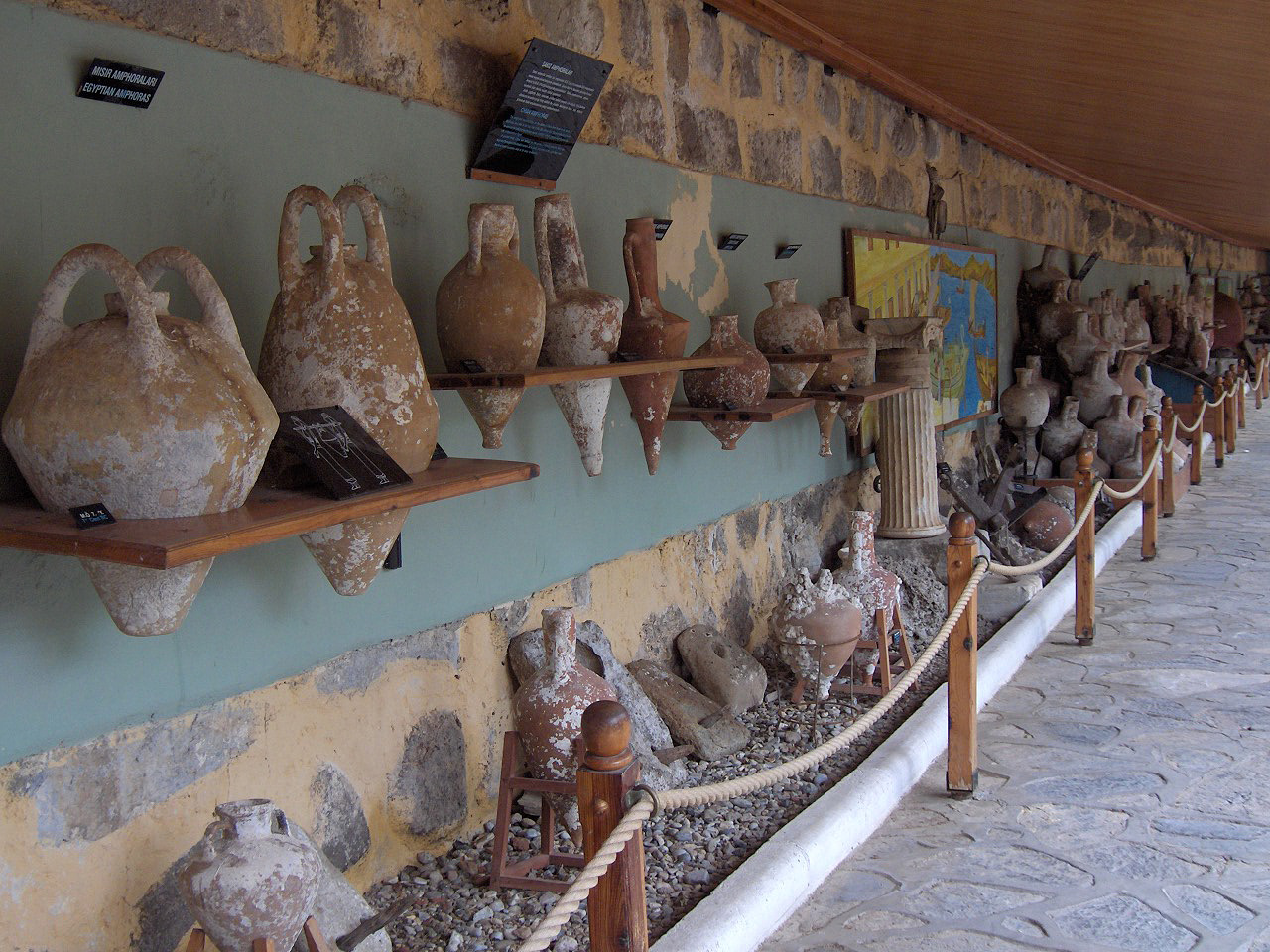
مجموعه از آمفورها از نقاط مختلف مدیترانه- موزه باستان‌شناسی زیرآب بودروم - ترکیه

از سال۱۸۴۰ میلادی به بعد،غواصان اسفنج محلی کشتی‌های مغروق زیادی را در طول سواحل آناطولی کشف کردند. یکی از این غواصان، کاپیتان کمال آراس است که به همراه دو روزنامه‌نگار ماجراجو، پیتر تراک مورتون و مصطفی کاپکین با قایقش (ماندالیچی) توانستند تعداد زیادی از سایت‌های مربوط به کشتی‌های مغروق باستانی را شناسایی کنند کنند. در طول مدت ۴ هفته‌ای را که این سه تن در سال ۱۹۵۸با یکدیگر گذراندند، موفق به شناسایی تعداد زیادی سایت مغروق در نواحی سواحل جنوب غرب ترکیه شدند. اما یکی از بزرگ‌ترین اقدامات پیتر و مصطفی گزارش این کشفیات به باستان شناسان بود، و به این ترتیب بود که آغاز همکاری‌های غواصان اسفنج و باستان 

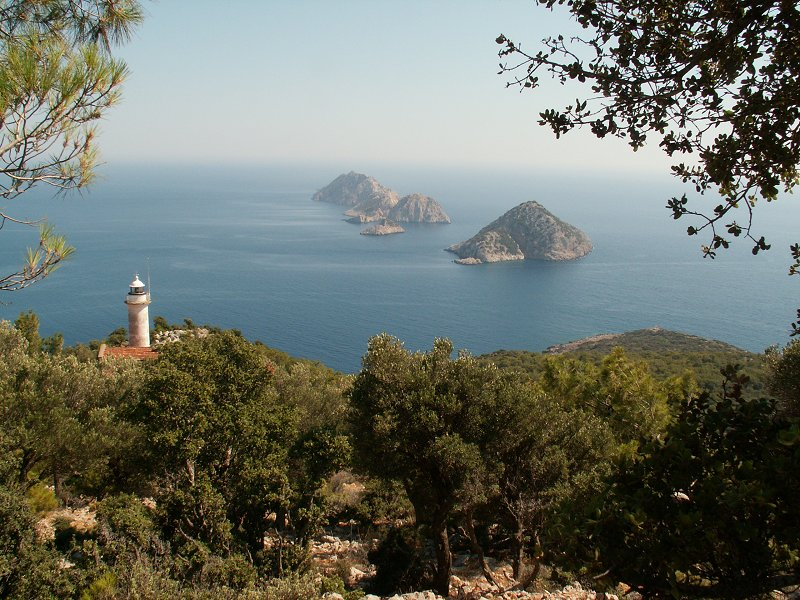
نمایی از منطقه گالیدونیاشناسان

 آغاز و رشته علمی باستان‌شناسی زیرآب متولد شد. طبق اطلاعاتی کمال آراس؛ در پی کشفیات این تیم یاد شده پروژه کاوش کشتی مغروق گالیدونیا در سال ۱۹۶۰ به سرپرستی جورج اف. باس (بس) از دانشگاه پنسیلوانیا و پیتر تراک مورتون آغاز شد. پروژه گالیدونیا اولین کاوش علمی باستان‌شناسی زیرآب به‌شمار می‌رود که خود نقطه عطفی برای پیشرفت‌های آینده باستان‌شناسی زیرآب محسوب می‌شد. جورج اف. باس تیم کوچکی را برای کاوش این سایت انتخاب کرد که یکی از اعضای آن، فردریک دوماس، مربی غواصی و از اعضای مشهور تیم ژاک ایو کوستو بود. کار در عمق ۳۰ متری از سطح دریا بسیار مشکل بود و برخی از بقایای به جا مانده از محموله و کشتی مغروق با قلم از صخره‌های بستر دریا جدا شد. یافته‌های تیم از بدنه کشتی بسیار محدود بود، که تحقیقات به عمل آمده بر روی آن در یک فصل کاری مشخص کرد این سایت مغروق مربوط به یک کشتی تجاری است با طولی در حدود ۱۹ تا ۲۰ متر و تاریخ آن به ۱۲۰۰ ق. م بر می‌گردد. احتمالاً آخرین مقصد این کشتی مغروق تجاری که حامل ۱ تن شمش مسی؛ قبرس بوده، و هر کدام از این شمش‌ها دارای وزنی بین ۲۵ تا ۳۳ کیلوگرم است علاوه بر شمش‌های یاد شده تعداد قابل توجهی شمش قلع، قطعات سرب، دو چکش، یک قالب و سنگ چاقو تیز کن که احتمالاً برای تولید ابزار برنزی استفاده می‌شده نیز از این سایت به دست آمد. پژوهش‌های باستان‌شناسی دریایی در ترکیه با اتمام پروژهٔ گالیدونیا به پایان نرسید، بلکه با توجه به تجربیات به دست آمده از 

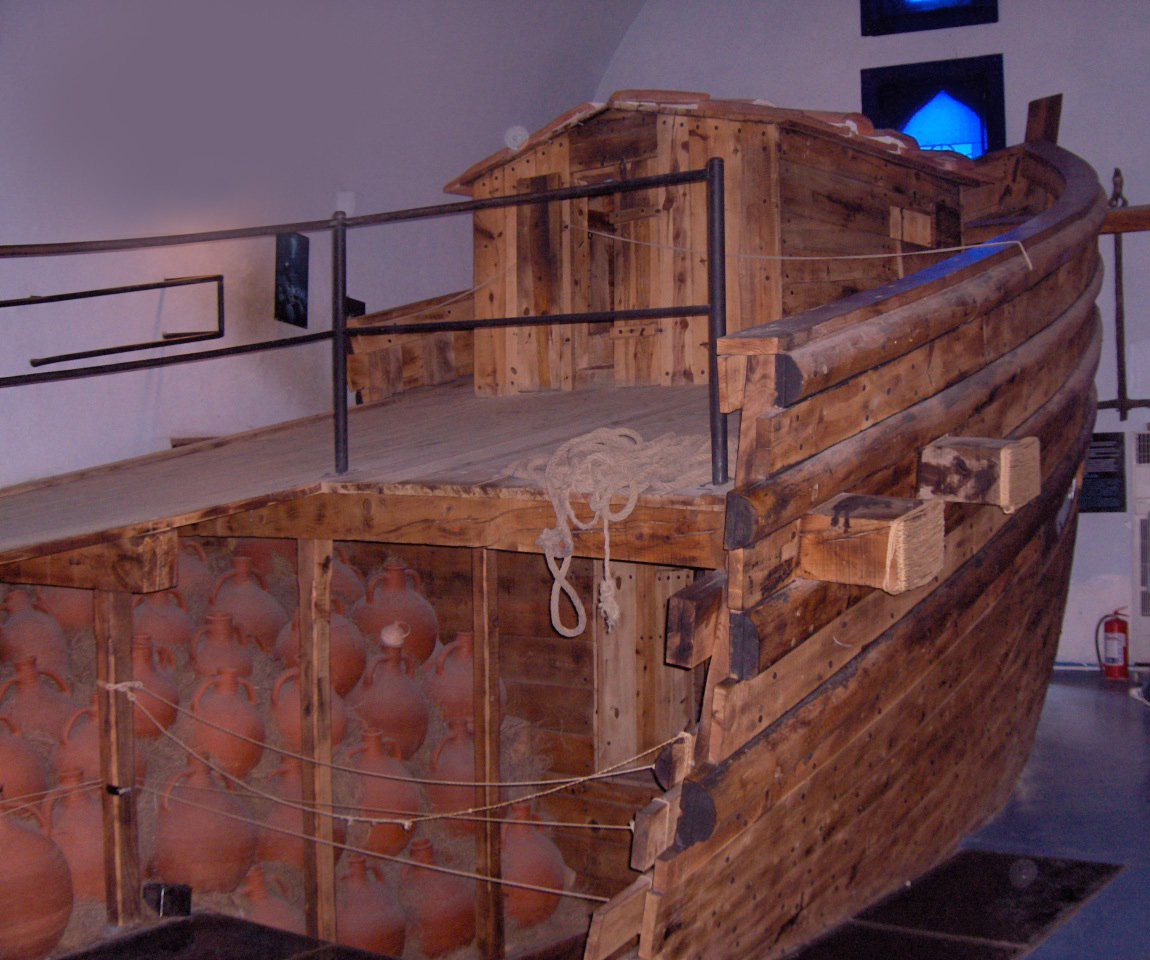
نمایی بازسازی شده از کشتی مغروق یاسی ادا-قرن ۷ میلادی- موزه بودروم ترکیهپروژه

 قبلی و پیشرفت‌های حاصلهٔ دیگر بلافاصله پروژه کشتی مغروق یاسی ادا مربوط به قرن ۷ میلادی در سال ۱۹۶۱ پیگیری شد و تیمی از باستان شناسان، معماران، عکسبرداران و مفسران به ریاست جورج اف. باس برای کاوش این سایت مغروق تشکیل شدند. همان‌طور که پیش تر گفته شد، با توجه به تجربیات کسب شده از پروژه گالیدونیا، کار کاوش این بار بسیار پیشرفته تر و فنی‌تر دنبال شد و هر کدام از غواصان برای غوص زدن بر روی سایت دارای یک برنامه‌ریزی خاص بودند، فردریک دوما سیستمی شبکه‌ای مانند را برای مستند و ثبت کردن یافته‌ها طراحی و بر روی سایت باستانی نصب کرد. تمام آثار به دست آمده با ورقه‌های پلاستیکی برچسب‌گزاری شد. فردریک اچ. وان دورننیک با دقت فراوان، جز به جزء بقایای به جامانده از بدنه کشتی را بررسی کرد و کشتی مجدداً بازسازی شد. همان تیم در سال ۱۹۶۷ میلادی تصمیم به کاوش سایت کشتی مغروق یاسی ادا مربوط به قرن۴ میلادی گرفت که بسیار نزدیک به کشتی مغروق یاسی ادا مربوط به قرن ۷ میلادی بود. این کشتی تجاری حامل ۱۱۰۰ آمفورا بوده و در اعماق ۳۶ تا ۴۲ متری آرامیده بود. در این زمان با توجه به پیشرفت‌های که در علوم مرتبط با دریا و اقیانوس حاصل شده بود از تکنیک‌های جدیدی مانند: زیر دریایی‌های کوچک علمی، سیستم حمل ماسه‌های زائد (ایر لیفتینگ) و کیوسک تلفن زیرآبی (به غواصان این امکان را می‌داد تا در هر کجا زیر آب بتوانند با افراد در سطح آب ارتباط بر قرار کنند) استفاده شد. پس از این پروژه‌های پیشگام، مؤسسه ناتیکال (نوتیکال) آرکئولوژی آمریکا بررسی‌ها و کاوش‌های زیرآبی مختلف بزرگی را در سِرچِ لیمانی، اولوبورون،بزبورون، تکتاش بورنو، پابوچ بورنو و تِکمِزار دنبال و هدایت کرد، آثار مغروق یاد شده هرکدام میراث غنی فرهنگ دریانوردی سواحل ترکیه را ارائه می‌دهند، همچنین اکثر آثار برجسته به دست آمده از این پروژه‌ها هم‌اکنون در موزه باستان‌شناسی زیرآب بودروم قرار دارد که هر ساله هزاران نفر از این آثار دیدن می‌کنند. 

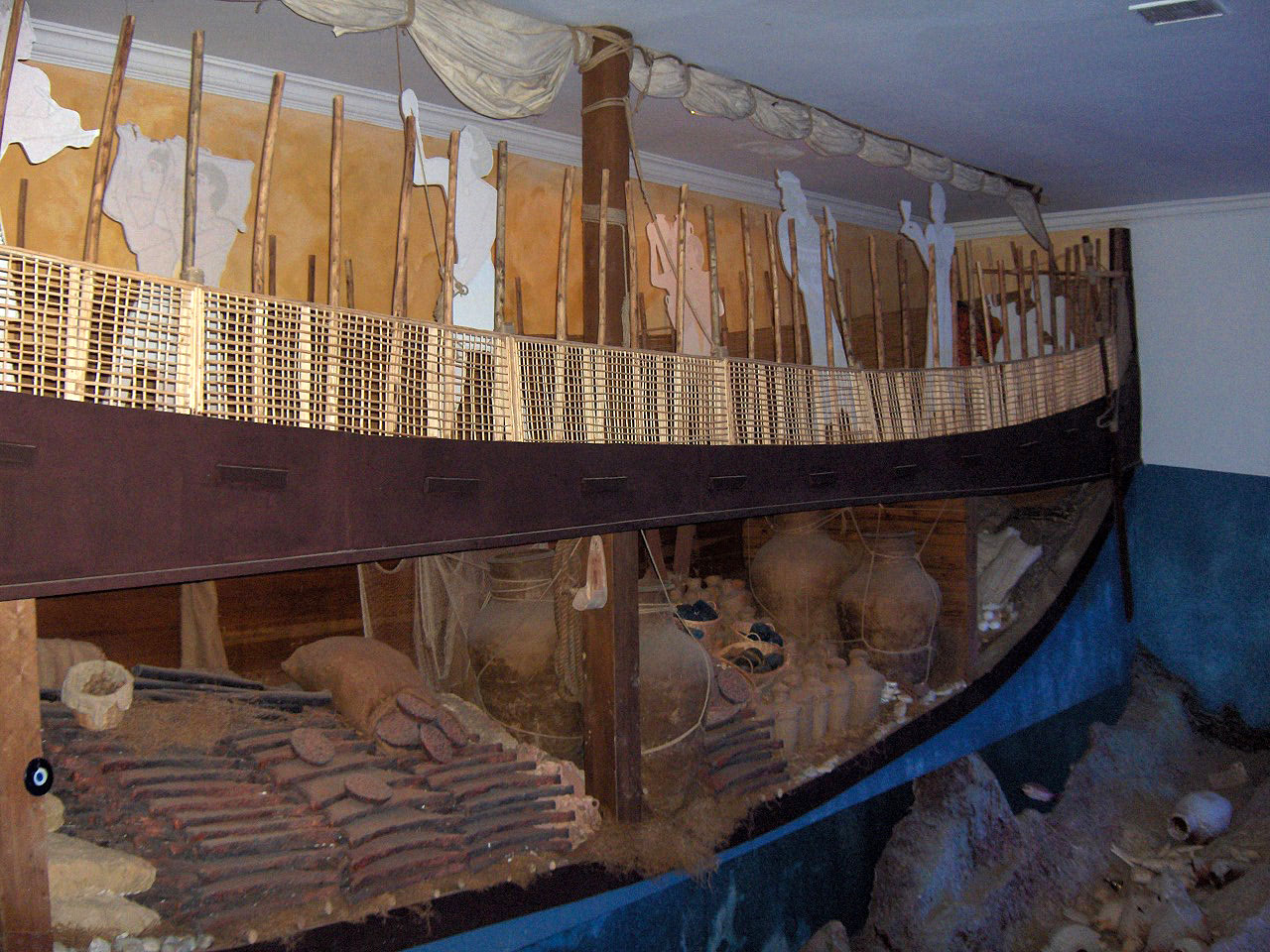
نمایی از اندازه واقعی کشتی اولوبرون- موزه باستان‌شناسی زیرآب بودروم- ترکیه

یکی از اولین کاوش‌های باستان‌شناسی زیرآب که به دست دانشمندان ترک انجام گرفت، پروژه کشتی مغروق چامالتی بورنو- I بین سال‌های ۱۹۹۸ تا ۲۰۰۴ است. این پروژه توسط پروفسور نرگیس گونسنین (غونسنین) از دانشگاه استانبول هدایت شد. تاریخ این اثر مغروق مربوط به قرن ۱۳ میلادی است و در حوالی شمال غربی سواحل جزیره مرمره در اعماق ۲۲ تا ۳۲ متری کشف شد. در حدود ۸۰۰ آمفورا و بیش از ۳۰ لنگر به صورت پراکنده در بستر دریا کشف شد. بادهای شدید جنوبی محلی که به اسکوآل مشهورند شاید دلیلی بر غرق شدن این کشتی باشد. طبق تفاسیری که برای این اثر غرق شده صورت گرفته این‌طور به نظر می‌رسید که ملوانان برای جلوگیری از غرق شدن کشتی بسیاری از کالاهای کشتی را به درون آب انداخته بودند. تجزیه و تحلیل که بر روی رسوبات کف آمفوراها صورت گرفت وجود دانه‌های انگور را تأیید کرد و به‌طور واضح ثابت شد که این کشتی در آخرین سفر دریایی خود دارای بار شراب بوده. متعلقات شخصی ملوانان مانند بشقاب‌های لعابدار، یک پارچ یک دسته، فنجان، بشقاب‌های تزیین شده، نیز نیز به دست آمد. بقایای به دست آمده از بدنه کشتی در وضعیت خوبی به سر نمی‌بردند و بقایای ناچیزی که از بدنه کشتی به دست آمده در فصل‌های کاری بین سال‌های ۲۰۰۳ و ۲۰۰۴ به دقت مستندسازی شدند. روند مرمتی بقایای بدنه کشتی در دپارتمان مرمت اشیاء به دست آمده از کاوش‌های باستان‌شناسی دریایی دانشگاه استانبول در حال پیگیری است. تعداد زیادی لنگر آهنی نیز از این آثر غرق شده به دست آمد، لنگرها ذکر شده موضوع رساله دکتری برخی از دانشجویان است. برخی از اعضای تیم پروژه کشتی مغروق چامالتی بورنو- I با توجه به تجربیات که کسب کرده‌اند هم‌اکنون برای دانشگاه استانبول روی پروژه ینی کاپی در حال کار هستند (KOCABAŞ, ۲۰۱۲). 

## کنوانسیون حفاظت از میراث فرهنگی زیرآب
یک توافق بین‌المللی در حال انجام است که بر طبق آن حکومت‌ها باید برای اطمینان از حفظ میراث زیر آب خود گام‌های ویژه‌ای بردارند. گذشته از توافق‌های بین‌المللی مانند کنوانسیون اروپایی در حمایت از میراث باستان‌شناسی، کنوانسیون یونسکو برای حمایت از دارئی‌های فرهنگی در پیش‌درآمدهای حاصل از درگیرهای نظامی، کنوانسیون یونسکو در راه‌های ممنوعیت و جلوگیری از ورود و صدور نا مشروع و انتقال داریی‌های فرهنگی، کنوانسیون یونسکو در رابطه با حمایت از میراث فرهنگی و طبیعی جهانی توافق دیگری نیز وجود دارد که به‌طور اخص با میراث فرهنگی زیرآبی ارتباط دارد و آن پیشنهاد اصول بین‌المللی در مورد حفریات باستان‌شناسی است (۱۹۵۶). این پیشنهاد در مورد " هر تحقیقی که هدف آن کشف اشیاء با ویژگی‌های باستان‌شناسی باشد قابل اجراء است، خواه در خشکی یا در بستر دریا در زیر بسترهای آبهای درون مرزی یا آبهای منطقه‌ای یک کشور باشد. این پیشنهاد برخی مقررات و شرایط تفظیلی در نظارت بر حفریات، پذیرش بیگانگان برای فعالیت باستان‌شناسی، ایجاد یک دفتر مرکزی برای ثبت محوطه‌های مهم، تشکیل مجموعه‌ها، عرضهٔ یافته‌ها، حقوق و وظایف حفار، مستند کردن حفریات و جلوگیری از حفریات نا مشروع را شامل می‌گردد. امتیاز بزرگ داشتن قانون خاص برای میراث فرهنگی زیر آب، عملی بودن و به آسانی در دسترس قرار گرفتن آن است.
اگرچه در بسیاری از کشورها قوانین جامعی در حمایت از میراث فرهنگی زیرآب وجود دارد، و حتی در آنهایی که سلاح‌های قانونی دیگری برای حمایت از این میراث در برابر تجاوز غارتگران در دسترس نیست، مسئولان امور فرهنگی نباید کار را تمام شده تلقی کنند. بسیاری از این مسئولان در خواهند یافت که مقررات بسیار محکمتری وجود دارد که می‌تواند به قوانین ملی آن‌ها افزوده شود. این یک وظیفه ضروری برای همه مسئولان فرهنگی در کشورهایی است که میراث فرهنگی زیرآبی آن‌ها در معرض خطر قرار دارد.
در ۱۴ نوامبر ۱۹۷۰ کنوانسیون یونسکو جهت راهکارهای جلوگیری و پیشگیری از واردات و صادارات غیرقانونی و نیز واگذاری نا مشروع مالکیت اموال فرهنگی مورد تصویب قرار گرفت. در ۱۶ نوامبر ۱۹۷۲ کنوانسیون دیگری در مورد قوانین و مقررات مربوط به حفاظت و نگهداری میراث فرهنگی زیرآب مطابق با قوانین و تجارت بین‌المللی جهت حافظت از میراث فرهنگی و طبیعی جهان مورد تصویب قرار گرفت. کنوانسیون قانون دریاهای سازمان ملل متحد در مورخ ۱۰ دسامبر ۱۹۸۲ با تصمیم بر تقویت اقدامات حفاظتی از آثار زیرآب به صورت طبیعی خود یا در صورت لزوم با اهداف علمی و فرهنگی ملل متحد (یونسکو) از روز ۱۵ اکتبر تا ۳ نوامبر ۲۰۰۱ در شهر پاریس تشکیل جلسه داد. یونسکو در سی و سومین جلسه خود با تأیید اهمیت میراث فرهنگی زیرآب به عنوان بخشی جدایی ناپذیر از میراث فرهنگی بشری و عنصری مهم در تاریخ ملتها، مقوله باستان‌شناسی زیرآب را به عنوان موضوع کنوانسیون یبن المللی در روز دوم نوامبر ۲۰۰۱ مورد تصویب قرار داد (توفیقیان، ۱۳۸۵)(متن کامل کنوانسیون حفاظت از میراث فرهنگی زیرآب).

## حفات، مرمت و باستان‌شناسی زیرآب

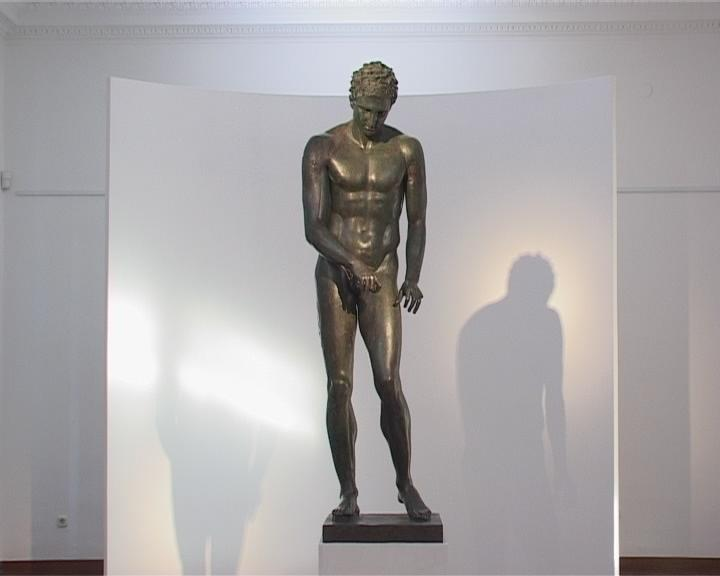
مجسمه برنزی (Apoxyomenos)به دست آمده از دریای آدریاتیک - در حال حاضر در موزه باستان‌شناسی زاگرب کرواسی نگهداری می‌شود

«اقدامات حفاظتی همیشه باید قسمتی از یک پروژهیک باستان‌شناسی باشند». مصنوعات فرهنگی در محیط‌های زیر آب ممکن است از شرایط حراستی بهتری نسبت محیط‌های خشک برخورد باشند. معمولاً سایت‌های باستانی در زیرآب پس از سپری کردن مدتی یک حالت موزانه با محیط اطراف خود دست پیدا می‌کنند. شاید یک مصنوع فرهنگی در طول صدها یا هزاران سال به این توازن برسد. حراست از مصنوعات بازیابی شده از سایت‌های باستانی دریایی یکی از مهم‌ترین تدابیری است که باید به اجرا در بیایید و یک کاوشگر یا نجاتگر در قبال مصنوعات به دست آمده از سایت‌های باستانی مسئول است. بدون حفاظت ممکن است مصنوعات به دست آمده نابود و مهم‌ترین اطلاعات تاریخی ما از بین برود. مصنوعاتی که از محیط‌های آب شور به دست می‌آیند معمولاً شکل خوبی حراست می‌شوند اما به‌طور طبیعی ترد و شکننده می‌باشند. به‌طور کلی مصنوعات بدست آمده از محیط‌های دریایی غیر هوازی مانند مصنوعات مدفون در ماسه‌های دریا به نسبت مصنوعات بدست آمده از محیط دریایی هوازی سطح ماسه‌های بستر دریا بهتر حراست می‌شوند. مواد ارگانیک مانند چرم، چوب، منسوجات [مانند: پارچه‌های بادبانها]، طناب، بقایای گیاهی و … اگر بدون اقدامات حفاظتی بر روی خشکی نگهداری شوند ممکن است خرد شوند یا دچار تورق، توده و تخریب شوند. آهن ممکن است درظرف چند روز یا چند ماه بر طبق سایز یا چگالی مصنوع، دچار زوال یا ظاهری بدریخت شود. استخوان، شیشه، سفال و مواد مشابه نیز به مرور زمان دچار حالت تبلور خواهند شد. به دلیل موارد ذکر شده اقدامات حفاظتی یکی از اصلی‌ترین محورها در حفاری سایت‌های باستانی دریایی به حساب می‌آید(Hamilton, 1999, p.4).

## تکنیک‌ها

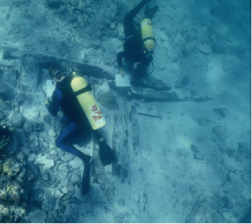
باستان شناسان زیر آب در حال بررسی یک کشتی غرق شده مربوط به قرن ۱۹ میلادی

کاوش‌های باستان‌شناسی زیرآب بسیار به باستان‌شناسی زمینی شبیه است. در باستان‌شناسی زیرآب از ابزار مشابه استفاده می‌شود اما معمولاً از نوع پلاستیکی آن‌ها بخاطر اینکه در آب‌های شور تخریب نشوند. روش‌های بکار گرفته برای کار در زیر آب بخاطر محیط کمی متفاوت است. اکثر ابزار مور استفاده در کاوش‌های باستان شناسانه زمینی در زیر آب نیز مورد استفاده قرار می قرار می‌گیرند مانند: بیلچه دستی، square units, تخت رسم گیره دار، مداد، متر اندازه‌گیری، و به عبارت دیگر تمام ابزار مورد استفاده برای کاوش یک محوطه در زیرآب برای زمین نیز مورد استفاده قرار می‌گیرند. به‌هرحال، به جای خاک انداز و سطل یا فرقان و غربال یا شستن آن با آب برای پا کردن کثیفی‌ها، از لوله ۱۰۰ فوتی متصل به یک موتور بزرگ لاروب با یک پمپ که حرکت می‌دهد ششصد گالون آب را در یک دقیقه استفاده می‌شود و رسوبات بستر دریا را همانند یک جاروبرقی غول پیکر ومیمکد. اکثر مردم تعجب خواهند کرد وقتی می‌شنوند که کاوش‌های زیرآبی نسبت به روی زمین بسیار راحت است بخاطر اینکه زیرآب، ما می‌توانیم شناور باشیم بر روی محوطه و نزدیک هر قسمت از کار کاوش بدون برخورد با آن تکان بخوریم ( Adovasio & Hemmings).